# Rumensee
Der Rumensee ist ein See in der Gemeinde Küsnacht im Kanton Zürich. Er ist als Naturschutzobjekt von überregionaler Bedeutung eingestuft.

## Beschreibung
Der künstlich aufgestaute Rumensee liegt oberhalb des Dorfes Küsnacht. Er ist von einem Schilfgürtel umgeben, der zahlreichen Amphibien als Laichplatz dient. Um den See führt ein breiter Spazierweg. Der See ist vom Weg durch einen Zaun abgegrenzt, um die Schilfzone und die darin nistenden Vögel zu schützen. Der direkte Zugang zum See ist daher nicht möglich, Baden und Fischen sind nicht erlaubt.
Auf einer grossen Wiese auf der Ost- und Südseite stehen zahlreiche Grillstellen und Sitzbänke zur Verfügung. In einem kleinen Gebäude aus dem Jahr 1937 gibt es Toiletten und eine gedeckte Feuerstelle.
Der Zufluss erfolgte früher durch einen schmalen Bach von Südosten her, der in rund 100 Meter Entfernung aus dem Kusenbach abgeleitet wurde, heute aber verlandet oder zugeschüttet ist. Gespiesen wird der Rumensee heute ausschliesslich vom Wasser, das aus Osten vom ansteigenden Gelände her einsickert. Der Abfluss erfolgt durch ein kleines Wehr auf der Nordseite. Der Rumenseebach folgt der Zumikerstrasse Richtung Zollikon, wo er vom Düggelbach aufgenommen wird, der in den Zürichsee mündet.
Auf der westlichen Seite des Rumensees, jenseits der Zumikerstrasse, wurde 2011 der 70. Friedwald der Schweiz eröffnet.

## Name
Bis 1723 lag der Rumensee unmittelbar an der Grenze zu Zollikon in einer heute noch gut erkennbaren Senke, wo eine Waldstrasse nach Süden führt, und gab dort dem damaligen Gasthof «Waldhaus Rumensee» den Namen. Dieser bezieht sich auf einen Alemannen namens Ruomo oder Rûmo. Aus «Ruomins See» wurde durch eine Lautverschleifung «Rumensee», so wie etwa auch der Name Uolrich zu Ulrich wurde.
Wohl in Erinnerung an den aus Zollikon stammenden Erbauer des Weihers findet sich für den Rumensee auf alten Karten hin und wieder auch der Name «Zolliker Weiher». Die Zolliker hingegen nannten ihn «Grossweiher»; dies als Gegensatz zum kleineren Mühleweiher im Zolliker Kleindorf, mit dessen Wasser die Mühle vor 1723 betrieben worden war.

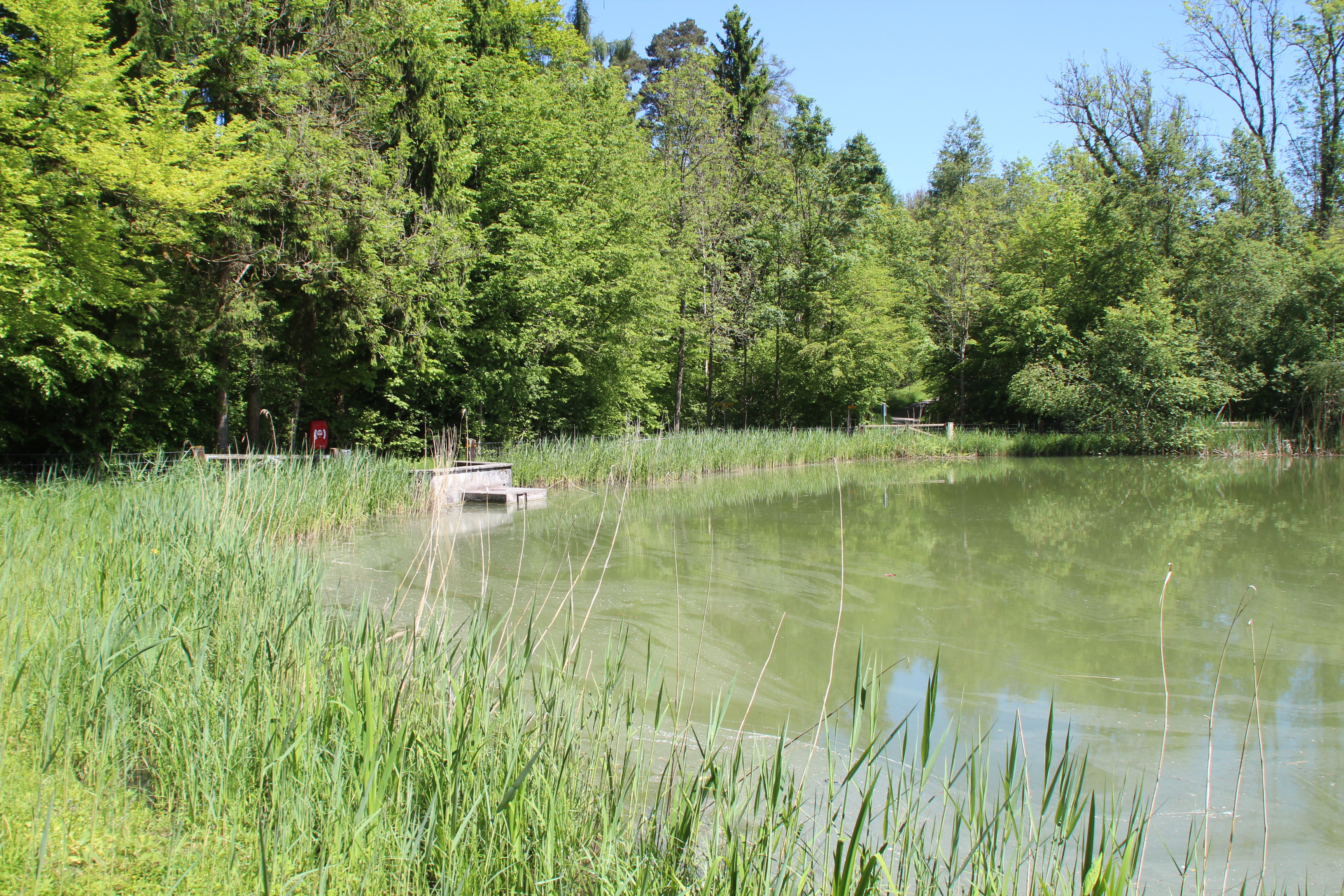
Nördliches Ende mit dem kleinen Wehr
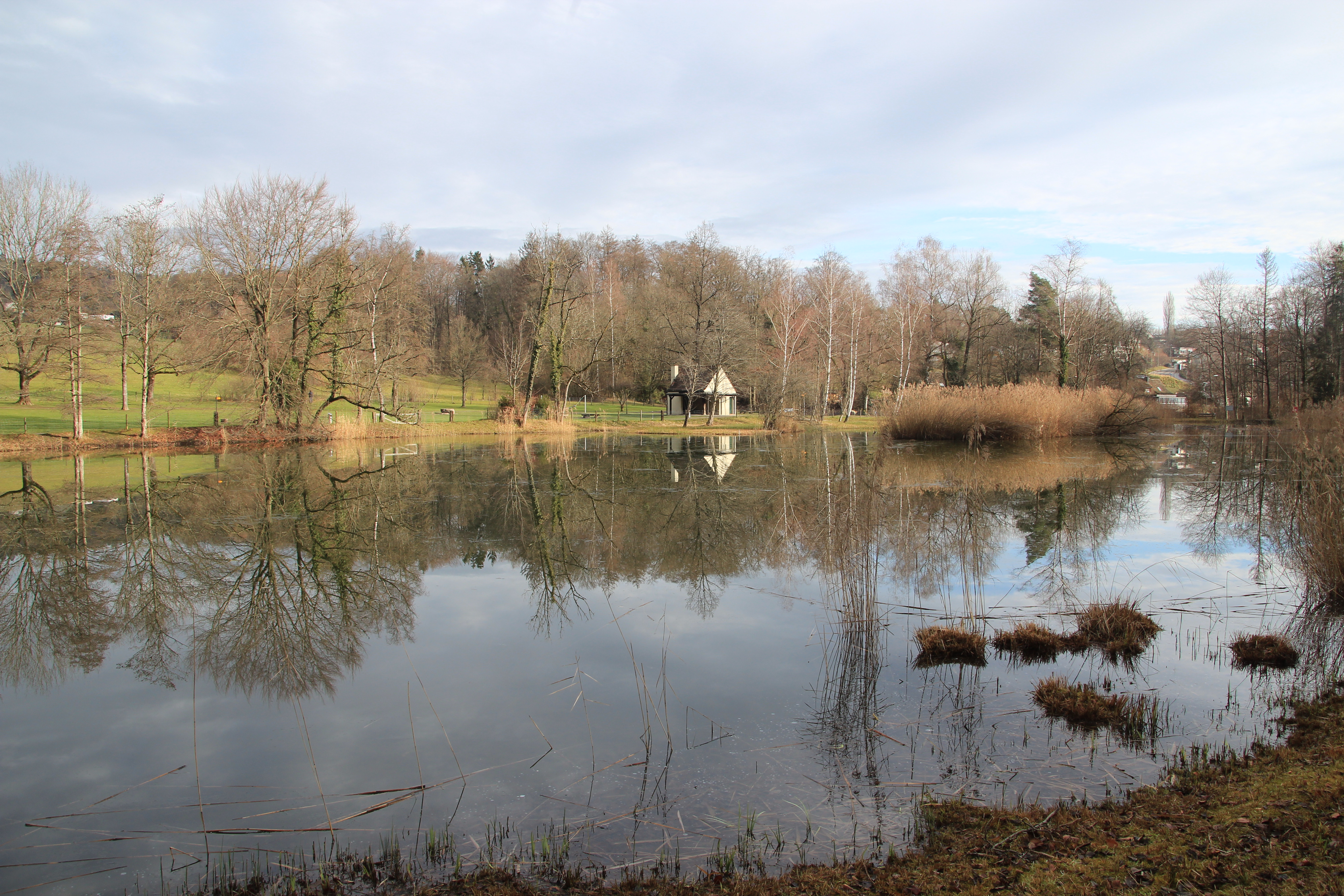
Blick nach Südosten
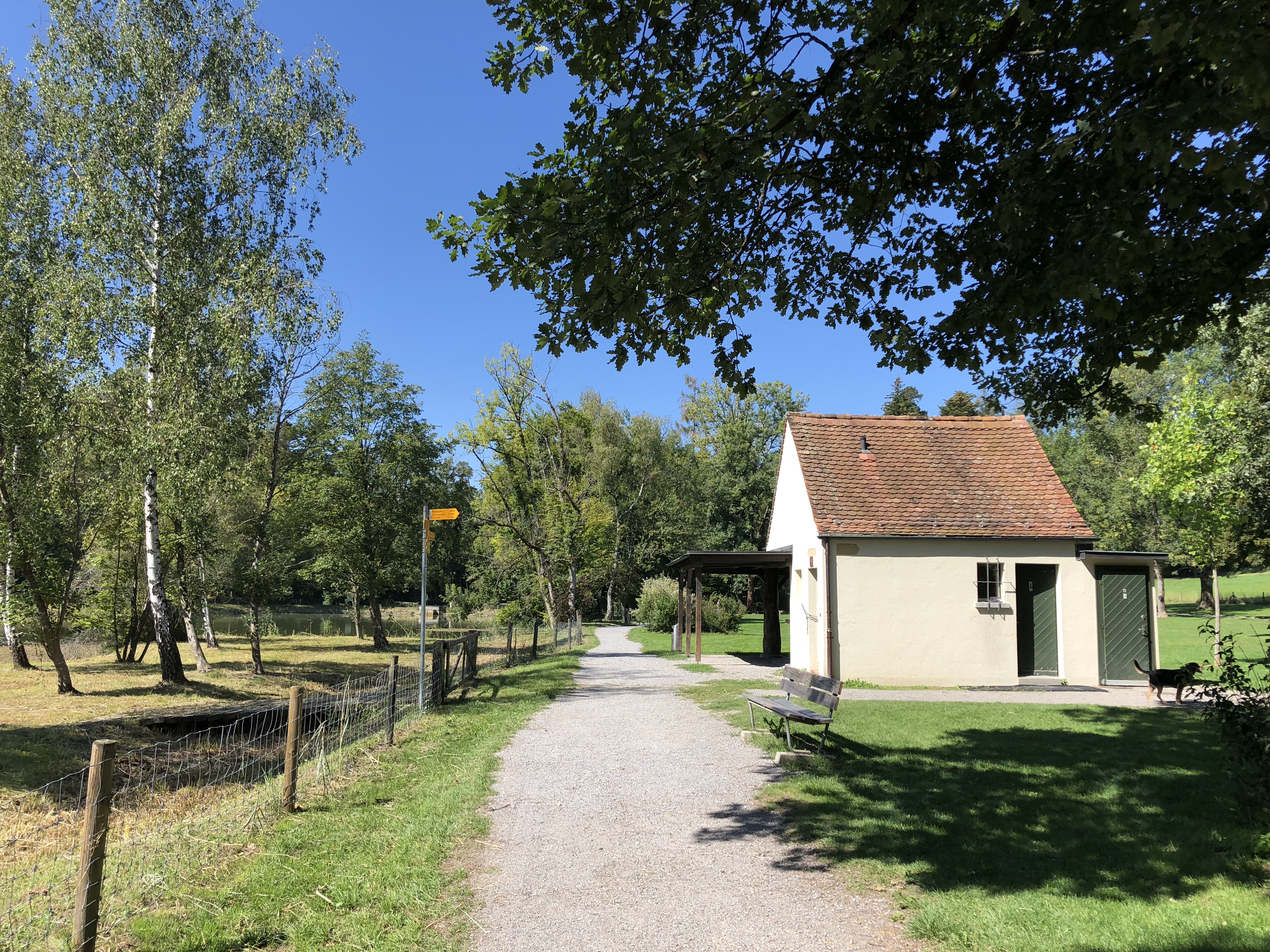
Uferweg, Toilettenhaus
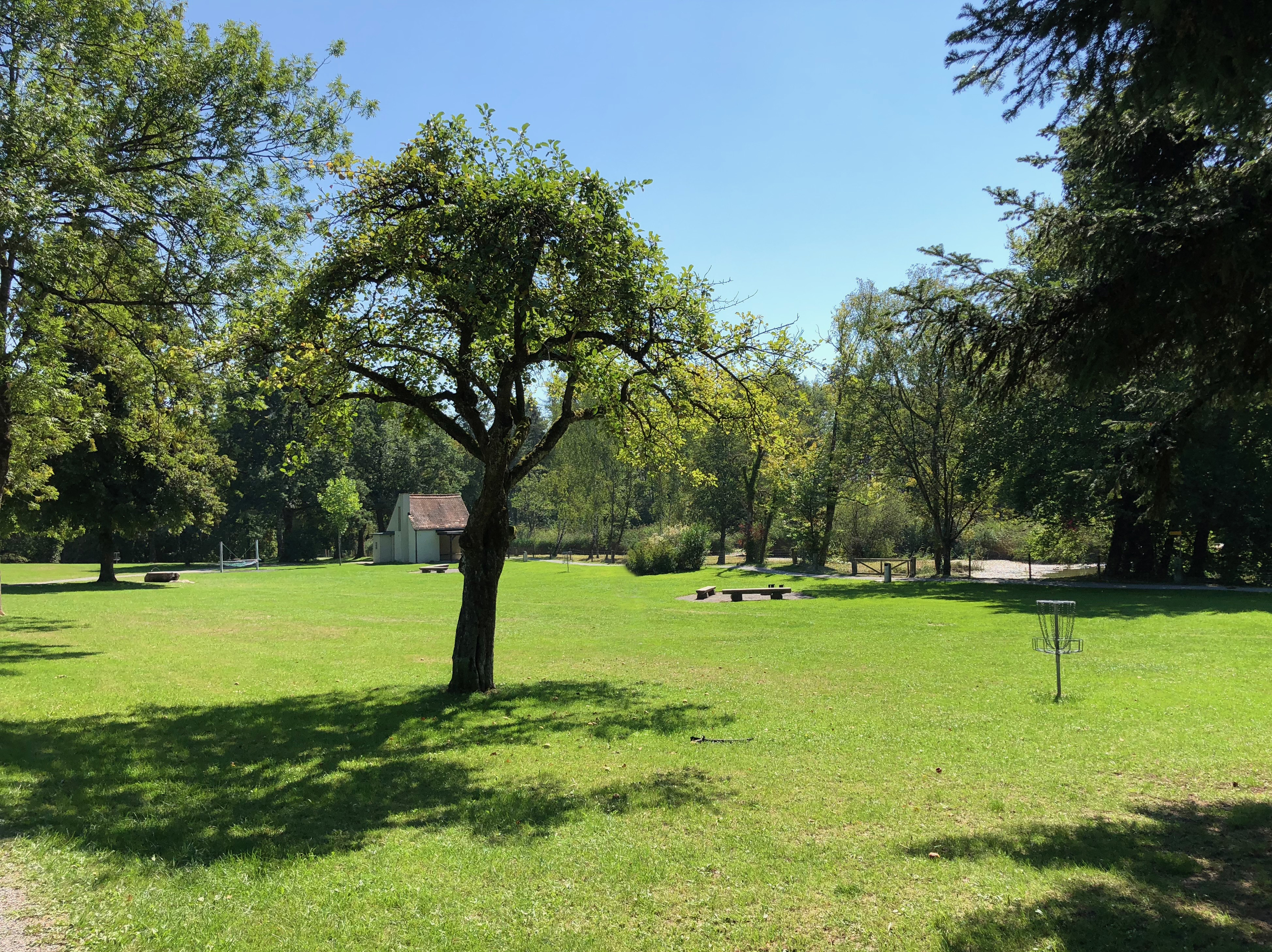
Park

## Geschichte

Blick auf den Rumensee in der Bildmitte. Aufnahme von Walter Mittelholzer 1931. Im Hintergrund die Kirche von Zollikon.

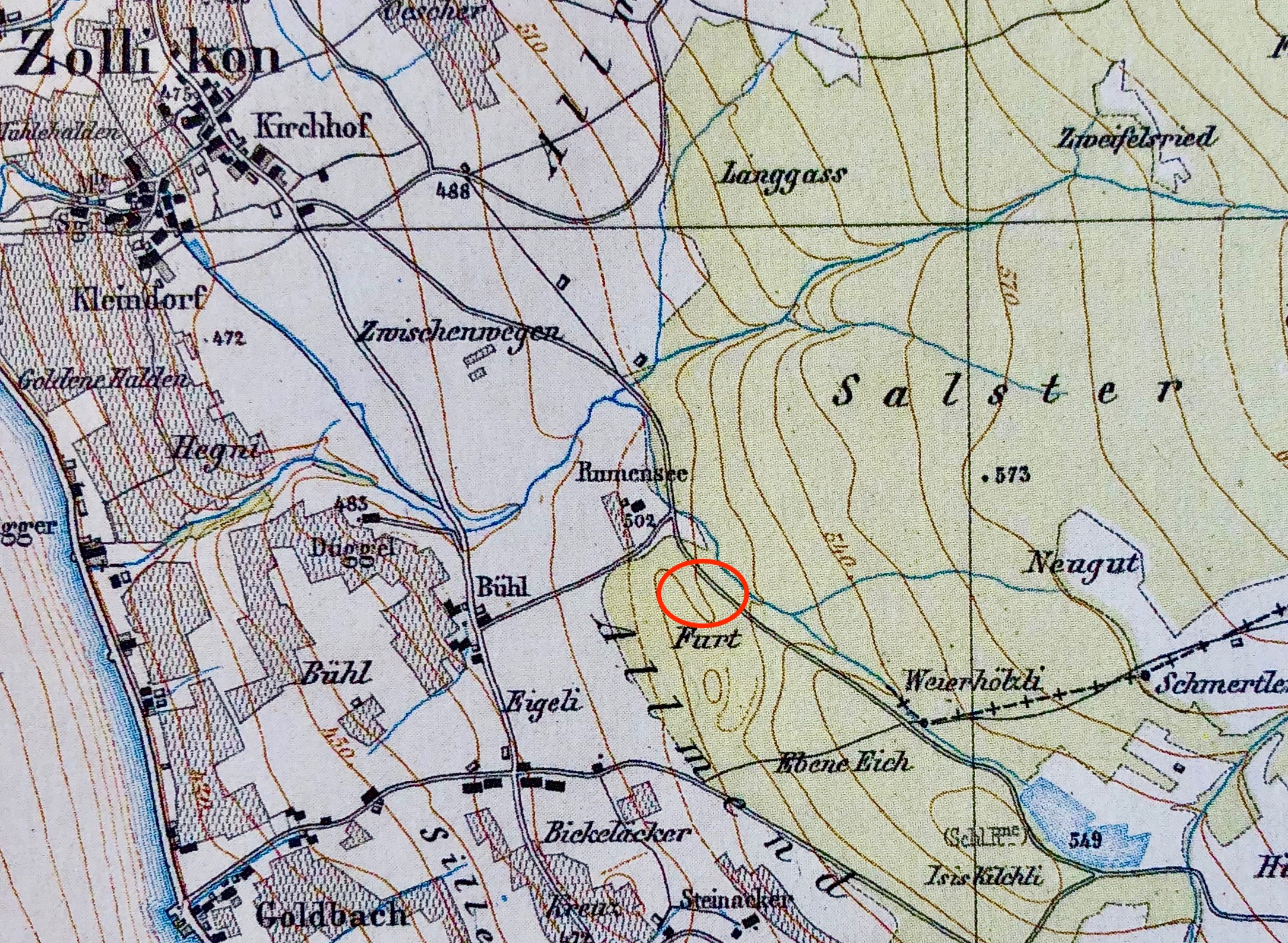
Die ursprüngliche Lage des Rumensees an der Grenze zu Zollikon, eingezeichnet auf der Wild-Karte von 1850

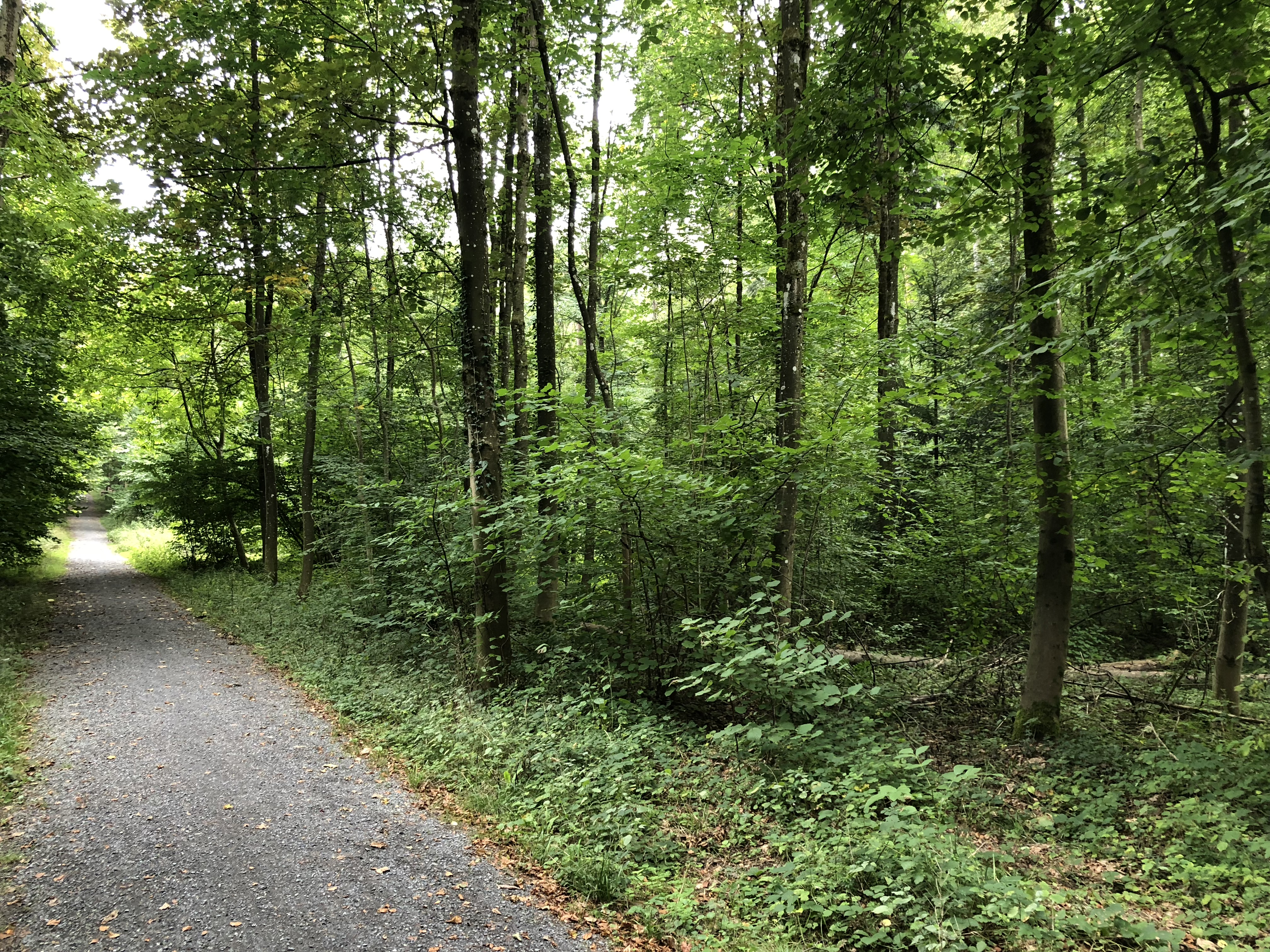
Situation heute

Der heutige Rumensee wurde 1723 vom Zolliker Müller und Geschworenen Johannes Bleuler ausgehoben, damit er «zu trockenen Zeiten und ermangelndem Wasser daruss seine Mülli besser bewässere und gangbar machen könne». Bleulers Mühle im Kleindorf brannte im Sommer 1872 durch Brandstiftung des in Konkurs gegangenen Besitzers Johann Heinrich Meier nieder und wurde nicht wieder aufgebaut. Zu Meiers Konkursmasse gehörte auch der «Wasserweiher samt Umgelände», der für 20'000 Franken von Johannes Honegger aus Hochfelden ersteigert wurde. Nach dem Brand der Mühle und der Aufgabe der Säge 1903 hatte der Weiher jedoch seine Bedeutung als Staubecken verloren und wechselte wiederholt den Besitzer. Der Mechaniker Heinrich Honegger, wohl ein Sohn von Johannes Honegger und inzwischen in Zollikon ansässig, verkaufte den Weiher 1891 an den Zolliker Feilenhauer Gottfried Kunz, der ihn 1910 an den Holzhändler Jakob Heer in der Zolliker «Höhe» weitergab. 1929 erwarb die Firma Eis-Knecht den Weiher, nachdem sie ihn seit vielen Jahren zur Eisgewinnung für Brauereien genutzt hatte. Die Firma liess sofort die ganze Liegenschaft mit einem hohen Drahtzaun umgeben, so dass der See für Spaziergänger nicht mehr öffentlich zugänglich war. Um diese Zeit wich die Bezeichnung «Zolliker Weiher» dem heute noch gebräuchlichen Namen «Rumensee» – vielleicht wegen der an einer Scheune aus dem Jahr 1925 angebrachten Bezeichnung «Rumensee».
1945 ging das Gerücht, der Besitzer wolle den Weiher mit Bauschutt auffüllen – ein Schicksal, das schon 1923 dem benachbarten Schübelweiher gedroht hatte, aber abgewendet werden konnte. Der Eigentümer des Rumensees hätte eine Entschädigung für einige tausend Kubikmeter Aushub erhalten und anschliessend 30'000 m² Nutzland gewonnen. Nach Verhandlungen mit dem Besitzer Ferdinand Knecht stimmte die Küsnachter Gemeindeversammlung am 28. Juni 1946 dem Antrag des Gemeinderates zu, den Weiher und das nahe Umgelände zum Preis von 85'000 Franken aufzukaufen, total 30'179 m². Unmittelbar danach wurde die Einzäunung entfernt, womit der Rumensee wieder allen zugänglich war.
Die nahe Umgebung des Sees war zwar gesichert, jedoch nicht die sich im Osten anschliessende weite Grünfläche bis hinauf zum Hinterried. Ideen nach dem Krieg, dort Schrebergärten anzulegen, zerschlugen sich, aber 1949 gab es konkrete Pläne, dort eine grosse Überbauung zu errichten. Dem Gemeinderat gelang es nach zähen Verhandlungen, den Eigentümer Albert Uster-Schneider von einem Verkauf zu überzeugen, und so kamen 1950 und 1954 total 32'384 m² zum Preis von 237‘000 Franken in den Besitz der Gemeinde. Weitere 20'400 m² oberhalb dieser Fläche waren im Besitz des Küsnachters Viktor Naef (1875–1955), der 1949 das Grundstück zur Erweiterung der Grünzone der Gemeinde als Geschenk vermachte.
1963 zerschlugen sich Pläne der Gemeinde, nach Entwürfen des Architekten Franz Jung anstelle der abzubrechenden Scheune am Rumensee ein Wohnhaus mit drei Wohnungen zu bauen. Sie scheiterten am Widerstand des Verschönerungsvereins Küsnacht, der seit 1952 für die Anlage am Rumensee zuständig war.

## Neozoen
Die 1995 erfolgte Entdeckung zahlreicher Roter Amerikanischer Sumpfkrebse, die als «Speisekrebse» im nahen Schübelweiher ausgesetzt worden waren, führte beinahe zu einer zweifachen Naturkatastrophe: Da sich die invasive Art, die auch den Rumensee besiedelte, rasch verbreitet, sollten sie in beiden Seen zunächst durch den Einsatz von Fenthion vernichtet werden. Das starke Nervengift «wird durch Atmung, die Haut oder den Magen aufgenommen und ist gut fettlöslich. Der Wirkstoff reichert sich im Nervensystem an und blockiert die Produktion eines Enzyms, das eine Überträgersubstanz zwischen den Nerven abbaut. Dies führt zu einer permanenten Nervenreizung und damit zum Tod durch Muskelkrampf.» Fenthion wirkt jedoch nicht «nur» auf Gliederfüssler (Insekten, Krebse) tödlich, sondern auch auf Vögel, Fische und zahlreiche Pflanzenarten. Es ist dem hartnäckigen Widerstand privater Küsnachter Naturschützer sowie anschliessend weiterer naturbewusster Kreise zu verdanken, dass das Vorhaben, das zunächst vor der Öffentlichkeit geheim gehalten werden sollte, nach einem Gerichtsverfahren zuletzt doch noch gestoppt werden konnte. Die Roten Amerikanischen Sumpfkrebse wurden mit Reusen und dem vermehrten Einsatz von Raubfischen im Rumensee und Schübelweiher, wie beispielsweise Hechten, dezimiert und in Schach gehalten.

## Sagen
Am Rumensee spielt die Sage «Das Ungeheuer vom Rumensee»: In den Ruinen der kleinen St. Anna-Kapelle westlich des Sees soll ein Ungeheuer gehaust haben, das Spätheimkehrer um Mitternacht mit Kettengerassel erschreckte.